# Micrandra glabra
Micrandra glabra är en törelväxtart som först beskrevs av Richard Evans Schultes, och fick sitt nu gällande namn av Richard Evans Schultes. Micrandra glabra ingår i släktet Micrandra och familjen törelväxter. Inga underarter finns listade i Catalogue of Life.